# 濟茲河

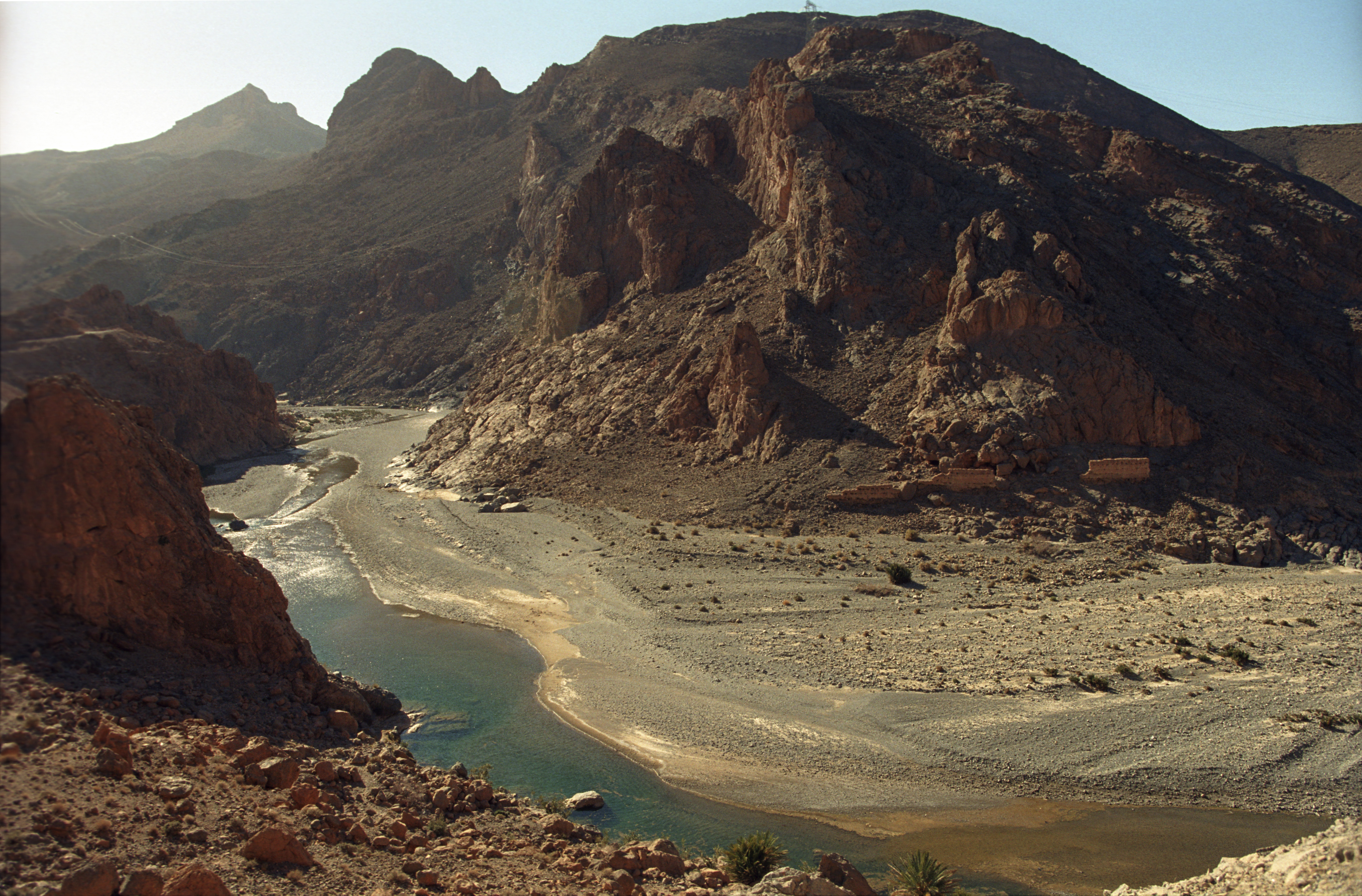
濟茲河

濟茲河（阿拉伯语：‎，Nahr Zīz）是非洲的河流，位於摩洛哥和阿爾及利亞，發源自中阿特拉斯山脈，河流全長282公里，最終進入撒哈拉沙漠。雖然濟茲河是間歇性河流，其水道已作穿梭山區的通道。